# Internacjonalizacja (zarządzanie)
Internacjonalizacja – proces umiędzynarodowienia działalności przedsiębiorstwa, rozszerzenie działalności przedsiębiorstwa i przejście od rynku krajowego na rynki obce. 

## Formy internacjonalizacji przedsiębiorstw
Instrumenty (formy, sposoby) internacjonalizacji przedsiębiorstwa: 
- eksport pośredni
- eksport bezpośredni
  - eksport bezpośredni przez agenta zagranicznego
  - eksport bezpośredni przez dystrybutora zagranicznego
  - eksport bezpośredni przez własne biuro przedstawicielskie
  - eksport bezpośredni przez własną sieć dystrybucji
- eksport kooperacyjny
- piggybacking
- kontrakty menedżerskie
- inwestycje pod klucz
- poddostawy
- licencjonowanie
- franczyza
- sojusze strategiczne
- oddział
- spółka zależna
  - spółka joint venture
  - spółka stowarzyszona
  - spółka córka

## Teorie internacjonalizacji przedsiębiorstw
- teorie handlu międzynarodowego 
  - teoria luki technologicznej
  - teoria cyklu życia produktu
- teorie bezpośrednich inwestycji zagranicznych
  - teorie reprezentująca nurt monopolu
  - teorie reprezentujące nurt efektywności 
    - teoria internalizacji
    - teoria kosztów transakcyjnych

  - eklektyczna teoria produkcji międzynarodowej (paradygmat eklektyczny)
- teorie etapowej internacjonalizacji przedsiębiorstwa (modele etapowe) 
  - model uppsalski
  - innowacyjne modele internacjonalizacji
  - modele fińskie
- teorie sieciowej internacjonalizacji przedsiębiorstwa
- teorie wczesnej internacjonalizacji (international new ventures, born globals)
- model wzrostu przedsiębiorstwa 
  - modele oparte na zasobach
  - model Wilklunda
- modele oparte na intencjach
- alternatywne teorie internacjonalizacji przedsiębiorstwa 
  - model podejścia strategicznego
  - model procesu podejmowania decyzji
- model możliwości organizacyjnych